# Музей історії військ Прикарпатського військового округу
Му́зей і́сторії ві́йськ При́карпатського ві́йськового о́кругу — військово-історичний музей у Львові. Розташований на вул. Стрийській в межах території базування 24-ї Залізної імені князя Данила Галицького окремої механізованої бригади.

## Історія
Музей Прикарпатського військового округу було урочисто відкрито 7 травня 1965 року, при вул. Стрийській, 48а, напередодні святкування 20-ліття Перемоги у німецько-радянській війні і створювався він на базі музею «Великої Вітчизняної війни». Але львів'яни не любили відвідувати цей музей, оскільки і він, і монумент Слави, побудований на території колишнього Стрийського цвинтаря, на «кістах» людей, які там поховані. Місце поховань не було досліджене, а останки людей — не перепоховані. Це зовсім не дивно, тому що радянська влада ніколи не шанувала тих, хто жив, помер та був похований, як за часів цісаря Австро-Угорщини, чи «панської» Польщі чи за будь-якого іншого правління, оскільки за їхньою ідеологією — це вороги. А ворога радянського трудового класу треба знищувати, так і робили радянські очільники Львова.
Музей «Великої Вітчизняної війни», «алея Слави» та сам «Монумент Бойової слави радянської армії» створювалися за ініціативою маршала Радянського Союзу А. А. Гречка та на пожертви сімей військовослужбовців.
З 1969 року начальником музею «Історії військ Прикарпатського військового округу» працював Герой Радянського Союзу І. О. Каліберда.
У 1995 році, через брак коштів на утримання будівлі музею «Великої Вітчизняної війни», керівництвом ПрикВО вирішено виставити на продаж це приміщення. Приміщення придбав будівельний концерн «Сімекс», якому міська рада надала довготермінову оренду на велику територію парку — там, де й досі знаходилися поховання колишнього Стрийського цвинтаря. У 1999 році тут планувалося зведення багатоповерхового готелю, але під час виконання земляних робіт з ковшів екскаваторів почали сипатися людські кості. На вимогу громадськості та депутатів Львівської міськради Юрія Павліва та Миколи Бандрівського, які вимагали терміново припинити земляні роботи на колишньому Стрийському цвинтарі, будівництво було припинено. Зараз будівля вже колишнього музею стоїть у занедбаному стані.
Командувачем військами ПрикВО генерал-лейтенантом П. І. Шуляком було прийняте рішення щодо перенесення фондів колишнього музею «Великої Вітчизняної війни» до приміщення музею «Залізної дивізії», який розташований на території 7-го полку 24-ї Залізної імені князя Данила Галицького окремої механізованої бригади, що на вул. Стрийській у Львові.
Завдання зі створення нового музею були поставлені підполковнику Олександру Петровичу Рогожину. Новий музей під назвою «Історії військ Прикарпатського військового округу» створювався впродовж лютого-травня 1996 року. Всі фонди колишнього музею «Великої Вітчизняної війни», пам'ятні камені з «алеї Слави» було перевезено на нове місце розташування музею. Стенди та експозиція нового музею створювалися Олександром Петровичем Рогожиним спільно з двома інструкторами Львівського Будинку офіцерів, фотоекспозицію створив Богдан Федоришин — завідувач фотомайстерні колишнього музею «Великої Вітчизняної війни». Матеріально-технічним забезпеченням створення нового музею було доручено новопризначеному начальнику музею «Історії військ Прикарпатського військового округу» майору Сергію Лантратову.

«У підвальних приміщеннях колишнього музею «Великої Вітчизняної війни», в парку імені Б. Хмельницького, мною був знайдений викинутий макет найкращого літака часів Великої Вітчизняної війни Як-3, котрий згодом знайшов своє повноправне місце в експозиції, присвяченій переламному моменту Великої Вітчизняної війни. Я був гордий, що мені довірено оформлення нового музею. Ще солдатом строкової служби складав військову присягу в холі музею «Великої Вітчизняної війни» у парку імені Б. Хмельницького, де був присутній мій батько, ветеран Великої Вітчизняної війни».
— (зі спогадів полковника О. П. Рогожина)
Слід зауважити, що в музеї досі збереглися унікальні, раритетні речі. Знайдений макет літака Як-3, який й досі знаходиться в експозиції музею. Також в музеї є: кавалерійська тачанка (зразка 1935 року), отримана ще під час створення першої експозиції в арсеналі міста Шепетівка, німецька протитанкова гармата Pak-38, німецька гірська гаубиця (зразку 1933 року, чеського виробництва), всі 98 зразків озброєння та бойової техніки, які представлені зараз в експозиції музею мають унікальні номери (наприклад — перший радянський гранатомет РПГ-2, числиться під номером 25).
В музеї знаходилася відома діорама «Бій під Бродами» («Львівсько-Сандомирська операція»), розміри якої: 72 метри в ширину та 20 метрів у висоту. Діораму у 1974 році виконали художники-баталісти студії імені М. Б. Грекова — П. Жигимонт і О. Афанасьєв.
В музеї є справжні речі відомих воєначальників — маршала Радянського Союзу Конєва, генерал-лейтенанта артилерії, заступника командувача військами ПрикВО В. С. Петрова, особисті фотоархіви генералів армії П. І. Батова, В. О. Бєлікова. Ведеться робота з пошуку та придбання інших важливих історичних документів. Музей також не втрачає можливості придбати нові унікальні речі.
Зараз музей носить назву — військово-історичний музей 58 Будинку офіцерів. Завідує музеєм Паліса Сергій Омелянович.